# Jan van Bekkum
Jan van Bekkum es un deportista neerlandés que compitió en remo. Ganó dos medallas de bronce en el Campeonato Mundial de Remo, en los años 1988 y 1991.

## Palmarés internacional
| Campeonato Mundial | Campeonato Mundial | Campeonato Mundial | Campeonato Mundial |
| Año                | Lugar              | Medalla            | Prueba             |
| ------------------ | ------------------ | ------------------ | ------------------ |
| 1988               | Milán (Italia)     | Medalla de bronce  | Doble scull ligero |
| 1991               | Viena (Austria)    | Medalla de bronce  | Doble scull ligero |